# Carrhotus malayanus
Carrhotus malayanus är en spindelart som beskrevs av Prószynski 1992. Carrhotus malayanus ingår i släktet Carrhotus och familjen hoppspindlar. Inga underarter finns listade.